# Santiago de los Caballeros
Santiago de los Caballeros (pronunciado em castelhano: [sanˈtjaɣo ðe los kaβaˈʝeɾos]; literalmente "Santiago dos Cavaleiros") frequentemente abreviada para Santiago, é a segunda maior cidade da República Dominicana e a quarta maior cidade do Caribe em população. É a capital da província de Santiago e a mais importante metrópole da região do Cibao, é também a maior metrópole não costeira das ilhas do Caribe. A cidade tem uma população total de 1 173 015 habitantes. Santiago está localizada no centro-norte do país e a aproximadamente 155 km a noroeste da capital São Domingos, com uma altitude média de  metros.
Fundada em 1495 durante a primeira onda de colonização europeia no Novo Mundo, a cidade é a "primeira Santiago das Américas". Hoje é um dos centros culturais, políticos, industriais e financeiros da República Dominicana. Devido à sua localização no fértil Vale do Cibao, possui um setor agrícola robusto e é um dos principais exportadores de rum, têxteis e charutos. Santiago é conhecida como "La Ciudad Corazón" (a "Cidade Coração").
Santiago de los Caballeros foi historicamente a capital do país e foi uma importante cidade estratégica na Guerra de Independência Dominicana. O nome da cidade refere-se aos Hidalgos de La Isabela, um grupo de cavaleiros que vieram da cidade de La Isabela para permanecer em Santiago. Às vezes, a cidade é chamada de Santiago de los 30 Caballeros.

## Etimologia
Quando em 1515 por ordem do governador Nicolás de Ovando o primitivo assentamento foi transferido das margens do rio Yaque del Norte para o Solar de Jacagua, os espanhóis que haviam nomeado a cidade de Santiago, em memória a cidade galega Santiago de Compostela. Eles acrescentaram os Trinta Cavaleiros, porque seus primeiros colonos foram 30 cavaleiros da Ordem de Santiago.

## História
A colônia originalmente estava localizada na cidade de São Francisco de Jacaguá (atual subúrbio da cidade) que foi fundada em 1495 por Cristóvão Colombo, mas quando foi destruída por um sismo foi transferida para sua localização atual em 1506. Ao conceder em 1508 o Real Privilégio de Concessão de Armas à Vila de Santiago de Hispaniola, venerava-se o emblema heráldico que constava de seu escudo. O decreto real assinado pelo Fernando II de Aragão como administrador dos reinos de sua filha Joana de Castela.
A cidade foi devastada por outro sismo em 2 de dezembro de 1562. Os sobreviventes se estabeleceram em terras pertencentes a Petronila Jáquez de Minaya, adjacentes ao rio Yaque del Norte, que é a atual localização do rio da cidade. A dominação dos franceses durante a Paz de Basileia (que cedeu a parte espanhola da ilha à França em 1795) deixou sua marca em Santiago. Durante esta época, Santiago começou seu planejamento urbano moderno. O neoclassicismo europeu está representado no Palace Hall, construído entre 1892 e 1895, pelo arquiteto belga Louis Bogaert. O final de 1800 viu um pico de arquitetura na cidade. Numerosas residências foram construídas em estilos europeus, que compõem o núcleo central de Santiago.
A cidade testemunhou acontecimentos históricos importantes, incluindo a batalha de 30 de março, em 1844, com a qual os dominicanos consolidaram sua independência da vizinha República do Haiti, o que aconteceu no atual Parque Imbert. Na Guerra de Independência, Santiago de los Caballeros foi uma importante cidade estratégica, tendo sido capital da República Dominicana durante a Guerra da Restauração (1863-1865).

## Geografia
A cidade está localizada em um terreno montanhoso no meio do Cibao, na região central da República Dominicana, uma das terras mais férteis encontradas na ilha. O rio Yaque del Norte passa por Santiago, que fica entre a Cordilheira Central e a Cordilheira Setentrional, duas das três grandes cadeias montanhosas que compõem o Cibao.

## Clima
A temperatura média varia pouco na cidade, pois os ventos alísios tropicais ajudam a atenuar o calor e a umidade durante todo o ano. Dezembro e janeiro são os meses mais frios e julho e agosto são os mais quentes. Santiago e o resto do país estão no Caribe e têm clima tropical, o que, somado à altitude da cidade, 183 metros acima do nível do mar, faz com que as nuvens persistam durante grande parte do ano. A cidade e o país também estão separados da zona de furacões, no entanto, o município é mais protegido do que em outras partes do país devido à sua localização no Cibao.
As temperaturas extremas (registros) são: 41,0 °C (105,8 °F), temperatura máxima registrada em 13 de setembro de 1960; 10 e 11,2 °C (52,2 °F), temperatura mínima registrada em 31 de janeiro de 1987.

## Educação

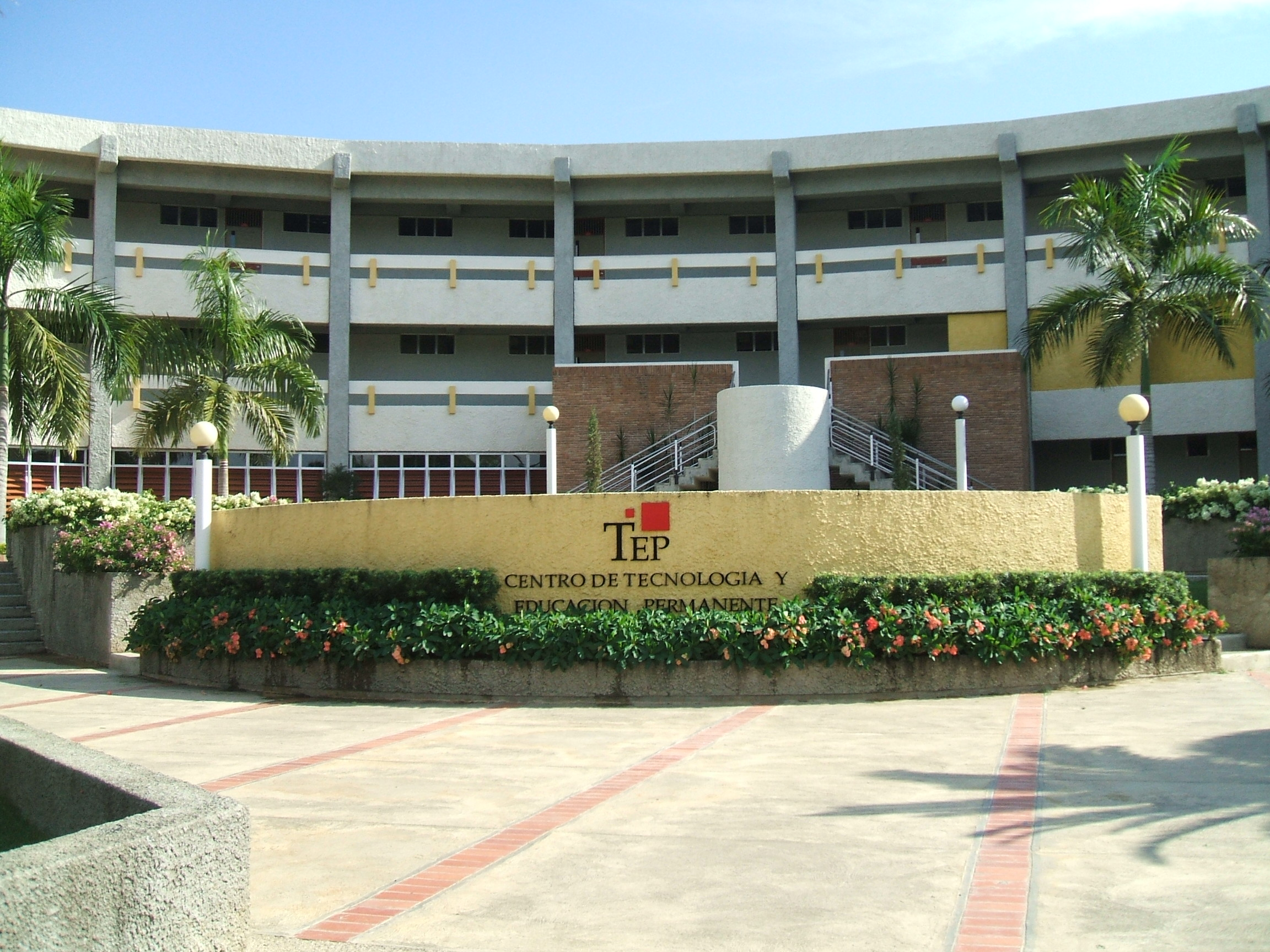
Edifício de Tecnologia e Educação Permanente na Pontifícia Universidade Católica Madre y Maestra

Santiago é o lar de várias universidades, incluindo a prestigiada Pontifícia Universidade Católica Madre y Maestra (PUCMM) e a Universidade Tecnológica de Santiago (UTESA). Outras instituições de ensino superior presentes em Santiago são: Universidade Organização & Método (O&M), Universidade Aberta para Adultos (UAPA), Universidade Evangélica Nacional e um campus regional pertencente à Universidade Autônoma de São Domingos.
Santiago também abriga um Centro Binacional, o Centro Cultural Domínico-Americano (CCDA), fundado em 1962 por um grupo de dominicanos e estadunidenses residentes em Santiago. No início, o CCDA começou a oferecer cursos de inglês. Posteriormente, a biblioteca foi inaugurada e contou com o empréstimo de retroprojetores e documentários. Estes dois últimos foram patrocinados pela Embaixada Americana.

## Saúde

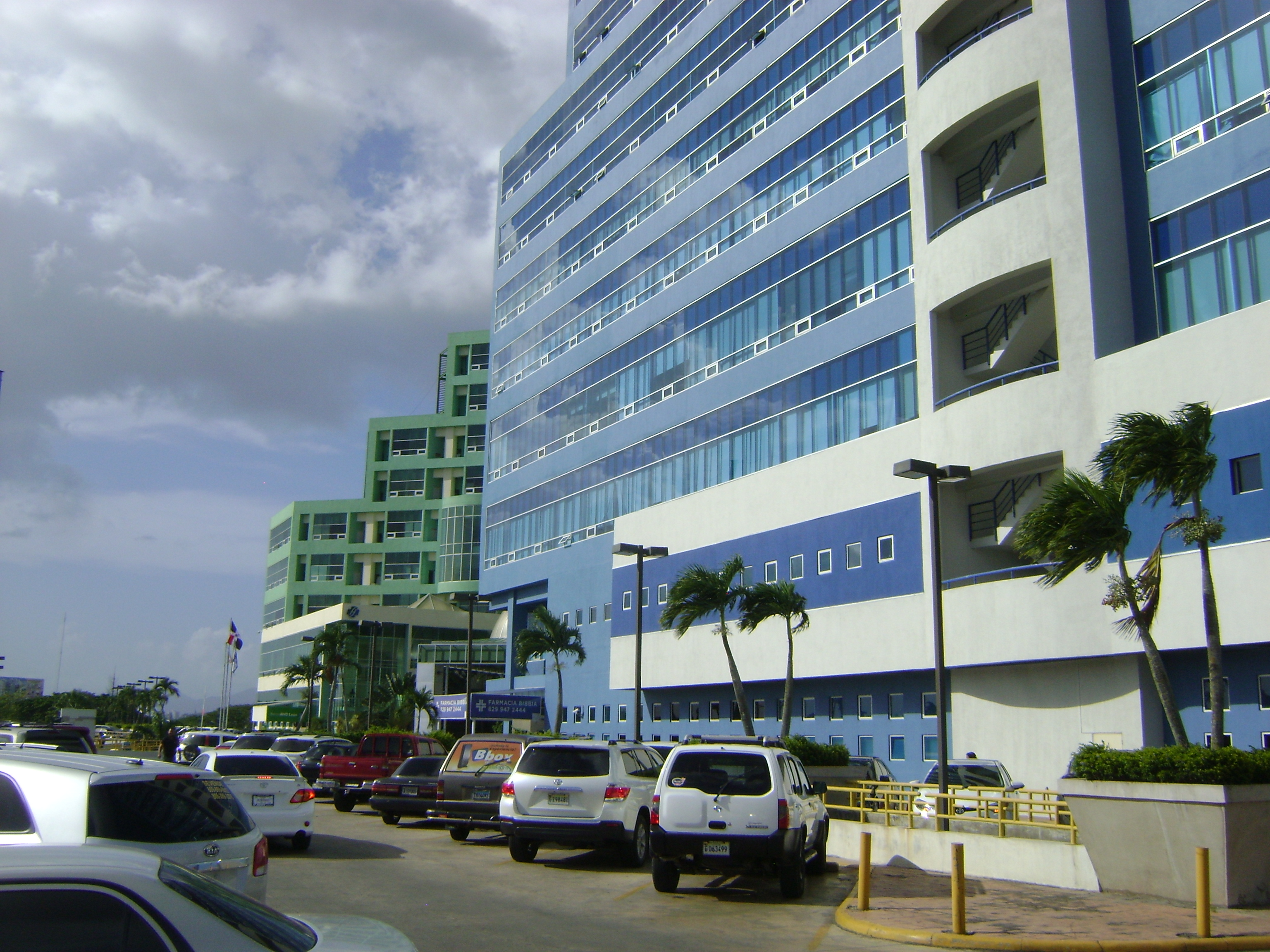
Hospital Metropolitano de Santiago

As instalações incluem Hospital Cabral y Baez, Clínica Corominas, Hospital De Especialidades Medicas Materno Infantil, União Médica e Hospital Metropolitano de Santiago (HOMS), sendo o maior hospital em toda a República Dominicana e em todo o Caribe.